# Alex Karras
Alex Karras (Gary, Indiana, Estados Unidos, 15 de julio de 1935 - Los Ángeles, California, 10 de octubre de 2012) fue un jugador de fútbol americano, luchador profesional y un reconocido actor de series televisivas de la década de 1980.

## Biografía
George Alexander «Alex» Karras, apodado «El pato loco», era el hijo del Dr. George Karras, un inmigrante griego, quien se graduó en la Universidad de Chicago y obtuvo su título de médico en Canadá. Allí conoció a su futura esposa y madre de Alex, Emmeline Wilson. Su padre abrió su consultorio en Indiana pero murió cuando él tenía tan solo trece años. En ese momento, Alex Karras había aprendido a jugar al fútbol en un estacionamiento cerca de su casa, y se transformó en un cuatro veces All-State en la selección de su escuela secundaria de Indiana Gary Emerson High School. Luego fue asignado balompié en la Universidad de Iowa.
Fue efectivamente un jugador de fútbol americano muy reconocido en Estados Unidos. Jugó entre 1958 y 1970 en Detroit Lions, motivo por el cual conservaba lesiones neuronales a causa de los numerosos golpes en la cabeza. Fue uno de los pilares de la temible línea defensiva de 1960.

## Cine y televisión
En 1968, Karras tuvo un lugar destacado en la adaptación cinematográfica de George Plimpton Paper Lion, interpretándose a sí mismo. Tres años más tarde, estaba considerando para el papel de Carlo Rizzi, el artero cuñado de Michael Corleone, en El Padrino. También tuvo varias apariciones en The Tonight Show Starring Johnny Carson.
En el otoño de 1972, recibió un programa de fútbol semanal local para Windsor, Ontario CKLW-TV de afiliados de la CBC, El Show de Alex Karras Football; su programa generalmente precedía a las transmisiones del miércoles por la noche de CFL.
Tras ser liberado por los Leones, grupo en el que jugaba fútbol americano, en 1971, comenzó a dedicarse a tiempo completo a la actuación. Interpretó el rol de un jugador olímpico levantador de pesas de Tennessee, llamado Hugh Feather Ray en 1973 en El tirón de 500 libras. Luego hizo el papel de un descomunal villano que amenazaba a Clint Walker en la película de televisión de ABC Hardcase.
Un papel pequeño pero memorable tuvo lugar un año más tarde, en la parodia del oeste Blazing Saddles (1974) interpretando a Mongo. Ese mismo año, fue rápidamente llevado por ABC para reemplazar a Fred Williamson como comentarista para la red Monday Night Football. Sirvió tres años en esa función hasta abandonar después de la temporada de 1976.
Karras volvió a la interpretación con papeles que incluyeron al sheriff Wallace en la comedia Porky's en 1982 y como el colono occidental Hans Brumbaugh en Centennial. En ese año, una vez más mostró un toque cómico actuando como un guardaespaldas homosexual llamado Calabaza en la película Victor Victoria.
En 1984 mostró nuevamente un perfil de villano más oscuro llamado Hank Sully, la mano derecha de Jake Wise (interpretado por James Woods), antagonista de Jeff Bridges, en el film Against All Odds.
En televisión, sus roles incluyeron una aparición en las series M*A*S*H en el episodio Primavera, The Odd Couple y Match Game '75. También firmó para interpretar el papel de Super Jock en los comerciales de una línea de juguetes de acción de deportes con ese nombre, producido por Schaper (1975).
Karras fue también conocido por su humor sobre los sillones reclinables La-Z-Boy, en una campaña publicitaria que ha sido retomada por la NFL con grandes como Miami Dolphins, el entrenador Don Shula, y la leyenda de Los Jets Nueva York Joe Namath.
En la década de 1980, hizo un memorable éxito con la sitcom Webster, en la que interpretó a George Papadapolis, un adorable padre de familia que adopta al hijo de un excompañero de equipo de fútbol americano, mostrando su lado más tierno. Karras y Clark también produjeron la serie a través de su compañía de producción de entretenimiento de Georgian Bay.
Karras y Clark protagonizaron la película para televisión Jimmy B. and André, emitida en 1980. En ella interpreta a Jimmy Butsicaris, un propietario del popular y antiguo restaurante de Detroit downtown AC Lindell, que intenta adoptar un joven afroamericano del que se hace amigo. La película, filmada en Detroit, está basada en hechos reales.
Su última aparición cinematográfica fue en la película Buffalo '66 (1998), protagonizada por Christina Ricci y Vincent Gallo.

## Vida privada
Karras se casó dos veces. La primera con Joan Jurgensen, en 1958, con quien tuvo cinco hijos culminando el matrimonio en divorcio en 1975. El 21 de marzo de 1980 se casó con la actriz Susan Clark, a la que había conocido en 1975 mientras rodaba para la CBS la biografía televisiva Babe, y con la que tuvo una hija.

## Fallecimiento
En sus últimos años, Karras sufrió varios problemas de salud graves, como demencia, enfermedad cardíaca y cáncer de estómago.
Fue uno de muchos exjugadores de la NFL que ha presentado una demanda contra la firma a principios de 2012, por cuestiones de lesiones en la cabeza durante su carrera que había causado diversos efectos adversos más adelante en sus vidas, incluyendo la demencia. 
El 8 de octubre de 2012, fue revelado por el amigo de Tom McInerney que Karras había sufrido de insuficiencia renal y los médicos le daban pocos días de vida. Fue atendido en el Centro de Salud de San Juan en Santa Mónica, California, antes de ser liberado en hospicio cuidado.
Después de regresar a su casa de Los Ángeles con su familia, murió en las primeras horas de la mañana del 10 de octubre de 2012 debido a complicaciones causadas por la insuficiencia renal.